# Juanpi
Juanpi, właśc. Juan Pablo Añor Acosta (ur. 24 stycznia 1994 w Caracas) – wenezuelski piłkarz występujący na pozycji pomocnika w Máladze CF.